# Judith Lorber
Judith Lorber, född 28 november 1931 i Brooklyn i New York, är en amerikansk sociolog och feminist. Hon är professor emerita i sociologi och kvinnoforskning vid CUNY Graduate Center och Brooklyn College vid City University of New York.

## Biografi
Judith Lorber föddes i Brooklyn år 1931. Hon avlade doktorsexamen vid New York University år 1971. Under 1970-talet engagerade hon sig i Sociologists for Women in Society, en rörelse med målsättning att förbättra kvinnors villkor i samhället.
Lorber har i sin forskargärning särskilt ägnat sig åt socialkonstruktivism; hon anser att såväl det sociala könet som det biologiska könet är sociala konstruktioner. I den uppmärksammade boken Paradoxes of Gender från 1994 lägger hon fram sina teorier.